# Eye (sång)
"Eye" är en låt av den amerikanska rockgruppen The Smashing Pumpkins, utgiven 1996 på soundtracket till filmen Lost Highway. Den skrevs och producerades av gruppens frontfigur Billy Corgan. Tillsammans med låtarna "The End Is the Beginning Is the End" från Batman & Robin (1997) och "Christmastime" från julsamlingsskivan A Very Special Christmas 3 (1997) representerade "Eye" en tids arbete med samlingsalbum som ägde rum mellan albumen Mellon Collie and the Infinite Sadness och Adore. Under denna mellanperiod började bandet utveckla ett mer elektroniskt sound som sedan blev en grund för Adore.
"Eye" nådde åttonde plats på Billboard-listan Modern Rock Tracks och valdes senare med på bandets greatest hits-samling Rotten Apples.

## Listplaceringar
| Lista                    | Högsta position |
| ------------------------ | --------------- |
| USA (Modern Rock Tracks) | 8               |